# Parasceva Pjatnica
Parasceva Pjatnica, o Parasceve, Parasceva di Iconio, Paraschevi, Prascovia, Prascovie, Parascheva, Paraschiva  (Iconio, ... – Iconio, prima del 305), era una giovane cristiana che era stata perseguitata dall'imperatore romano Diocleziano e infine decapitata in Iconio, È venerata dalla Chiesa ortodossa russa il 28 ottobre. Viene considerata la patrona del lavoro femminile e del commercio.

## Origine del nome
Sin dai tempi antichi, la santa Parasceva Pjatnica è particolarmente venerata tra gli slavi. Il nome greco Parasceva (in greco Παρασκευή?, Paraskevi), che letteralmente significa preparazione come il giorno della preparazione per il fine settimana, il Sabbath, cioè Venerdì; inoltre indica il giorno della Passio Christi. Al nome greco Parasceva è stato aggiunta la traduzione russa Pjatnica (in russo Пятница?, Pjatnica) che significa 'Venerdì'. Secondo le leggende della Chiesa ortodossa Parasceva Pjatnica fu battezzata di venerdì e, in memoria di entrambi gli eventi suddetti, avrebbe avuto questo nome.

## Agiografia
Parasceva Pjatnica nacque nella città di Iconio nella provincia romana di Licaonia durante il regno dell'imperatore Diocleziano (284–305) in una famiglia di un ricco 'synkletikos' (senatore).
È stata introdotta nel cristianesimo dai suoi genitori; quando questi morirono, la giovane Parasceva ereditò una fortuna considerevole, ma invece di spenderla per lusso e piaceri, aiutò i bisognosi fornendo cibo per gli affamati e i senza tetto, mettendo a disposizione gli abiti per coloro che non potevano permetterseli. Era così devota che scelse di rimanere vergine e iniziò a far conoscere il cristianesimo a chi le era vicino. A quel tempo, però, nell'impero romano il cristianesimo era ancora controverso e i cristiani spesso erano perseguitati.
Quando l'imperatore Diocleziano iniziò una persecuzione dei cristiani nel 303, ordinò ad Aetia, governatore della Licaonia, di perseguitare e torturare i cristiani nelle città sotto la sua giurisdizione per sradicare la loro fede.

### La Persecuzione sotto Diocleziano

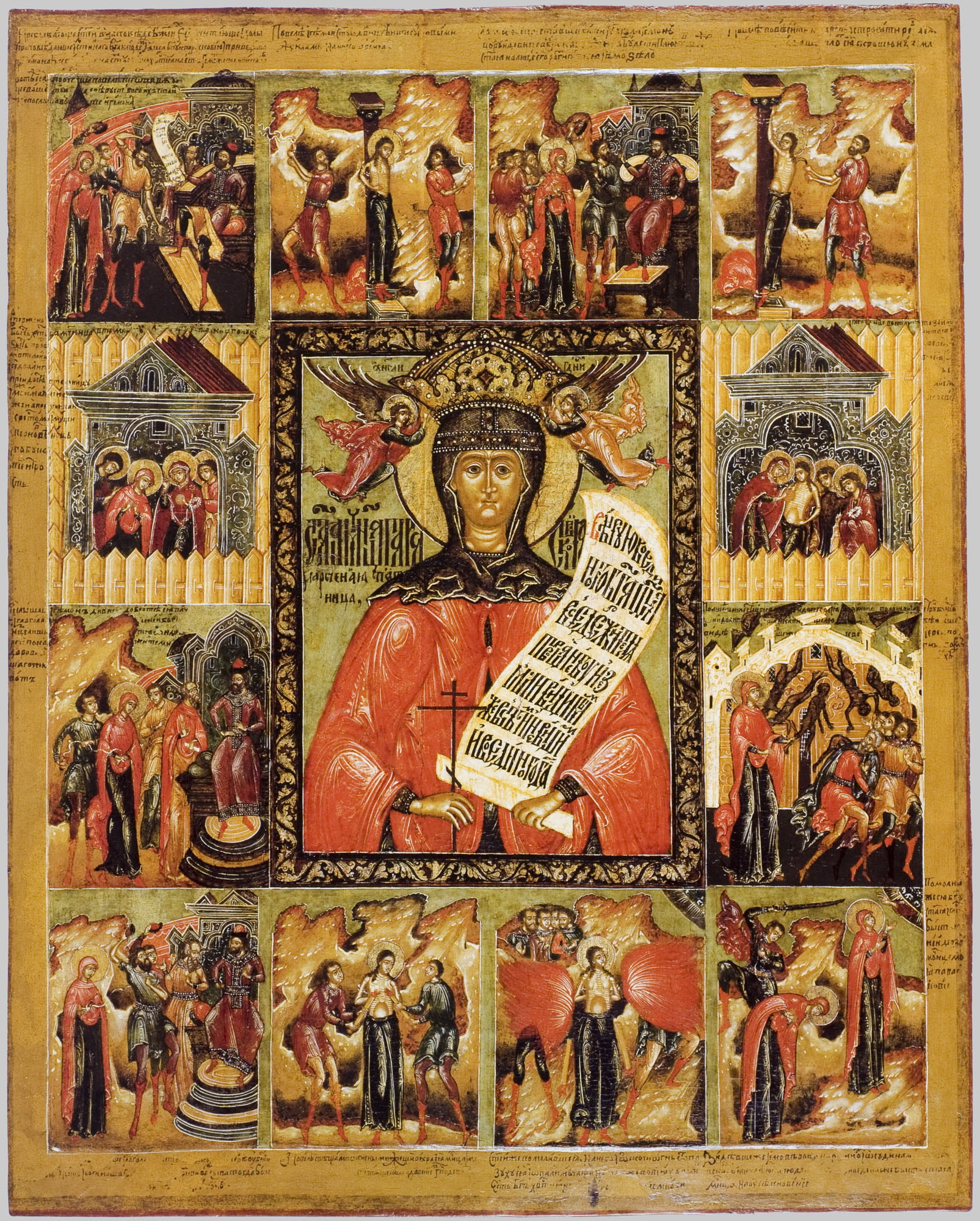
Parasceva Pjatnica con dodici scene della sua vita, icona russa del XVII secolo

Quando Aetia arrivò a Iconio, gli anziani della città si inchinarono e, al suo comando adorarono gli Dei e gli consegnarono Parasceva, che fu portata in tribunale dove le venne chiesto di offrire un sacrificio agli Dei, ma lei rifiutò rigorosamente. Per questo fu sottoposta a tortura; venne appesa a un albero e scorticata con i chiodi, poi, mezza morta e con la carne lacerata fino all'osso, fu messa in prigione. Ma nella notte apparve un angelo che guarì tutte le sue ferite.

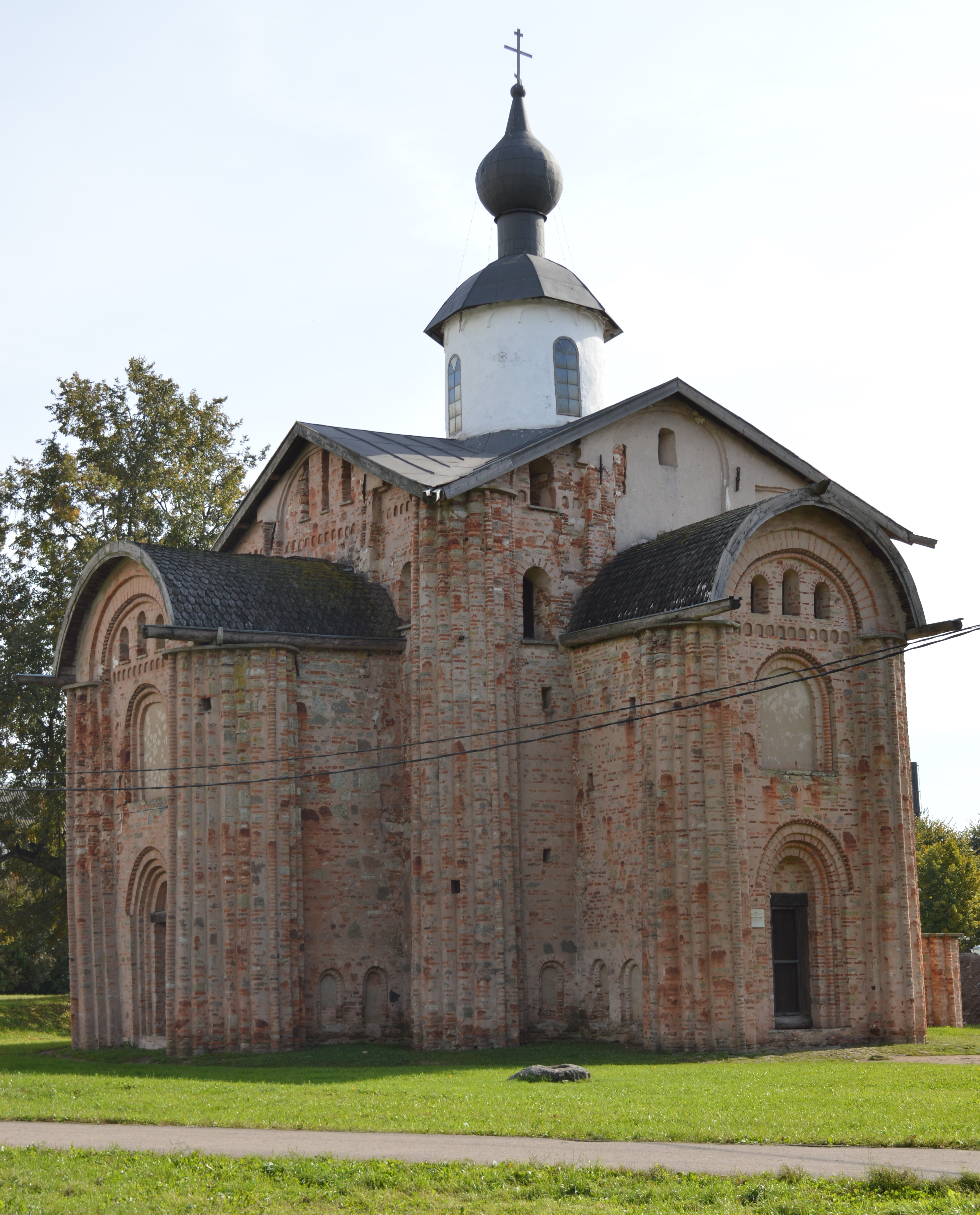
Chiesa dedicata a Parasceva Pjatnica a Velikij Novgorod

Quando il giorno seguente venne ricondotta in tribunale, il giudice rimase molto sorpreso dal fatto che fosse in perfetta salute. Allora Parasceva chiese di essere portata al tempio pagano. Il giudice, il quale pensò che aveva cambiato idea e voleva convertirsi al paganesimo, la scortò personalmente al tempio. Ma non appena entrarono, Parasceva invocò il nome di Dio e tutte le statue degli dei pagani crollarono. Ciò infastidì così tanto il giudice che ordinò di bruciarla viva. Di nuovo, Parasceva fu appesa a un albero ed esposta alle fiamme delle fiaccole.
Mentre veniva divorata dalle fiamme, continuava a pregare Dio e sopravvisse incolume alla tortura. Scioccati da ciò che tutti videro, i pagani cominciarono a gridare ''il Dio cristiano è grande!". Arrabbiato, il giudice ordinò al soldato di decapitare la giovane donna.
Pare che il giorno dopo la sua morte, il giudice morì inaspettatamente, e ciò i cristiani ritennero un'adeguata punizione di Dio. Il corpo di Parasceva venne seppellito a Iconio dai cristiani e le reliquie della santa martire sarebbero diventate una fonte di miracoli.
Chiese dedicate a Parasceva-Pjatnica si trovano non solo in Russia, ma anche in Polonia Lituania e a Sezze in provincia di Latina Italia

## Miracoli
A Parasceva sono stati accreditati molti miracoli di guarigione. Si dice che, prima della sua morte, abbia promesso guarigioni, prosperità nelle case, nei campi e del bestiame a quelli che le avrebbero eretto un monumento commemorativo. Secondo la credenza popolare, la santa protegge le case religiose e felici. Secondo la credenza ecclesiastica, Santa Parasceva Pjatnica è la protettrice dei campi e del bestiame. Pertanto, durante la sua festa, c'è la consuetudine di portare i frutti in chiesa per benedirli e questi vengono conservati fino all'anno successivo. Inoltre, Parasceva viene venerata per la protezione dalle malattie del bestiame e viene considerata una guaritrice di persone che soffrono di una grave malattia fisica e/o emotiva.

## Rappresentazione iconografica

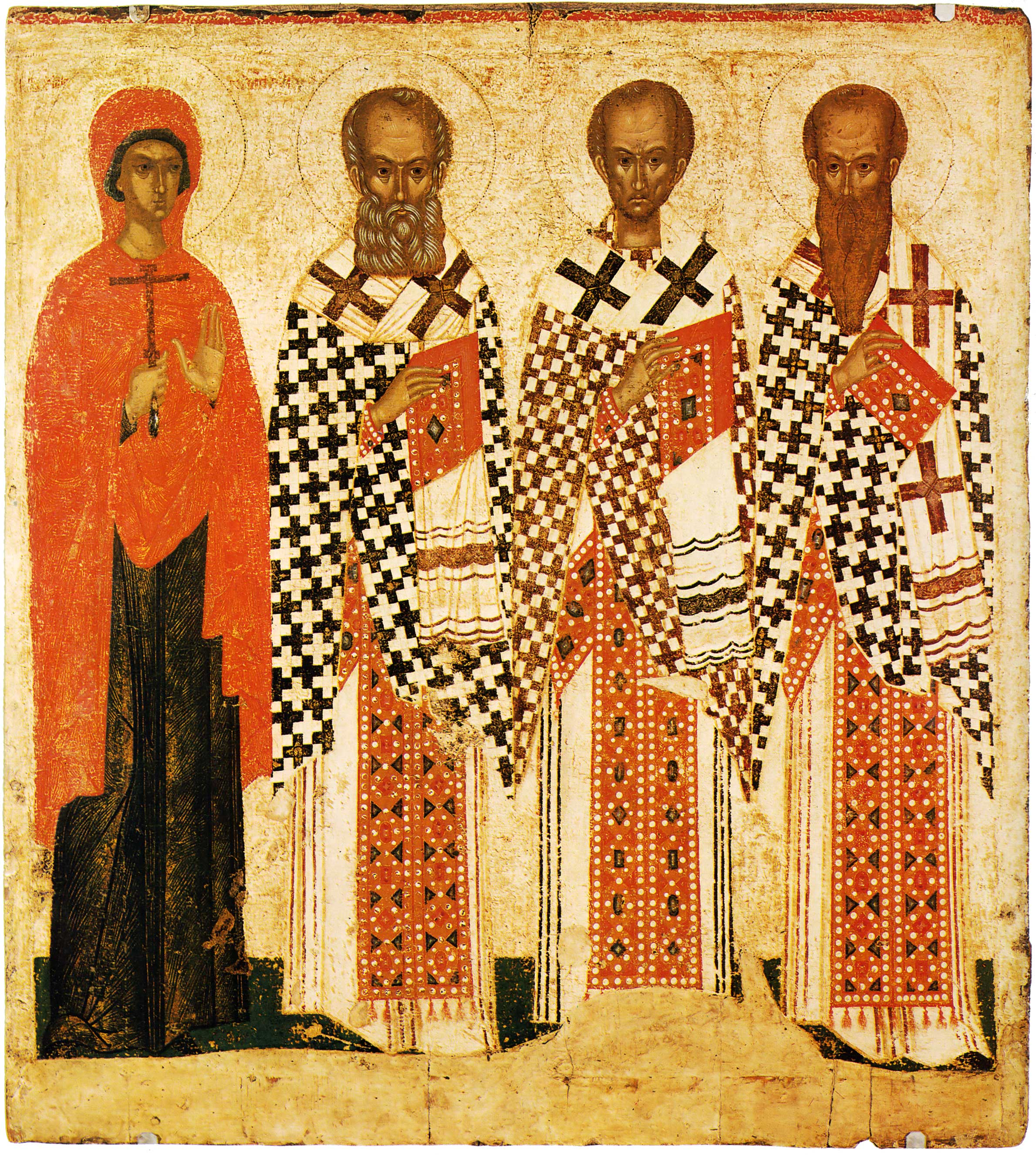
Paraskeva Pjatnica con Gregorio il teologo, Giovanni Crisostomo, San Basilio Magno

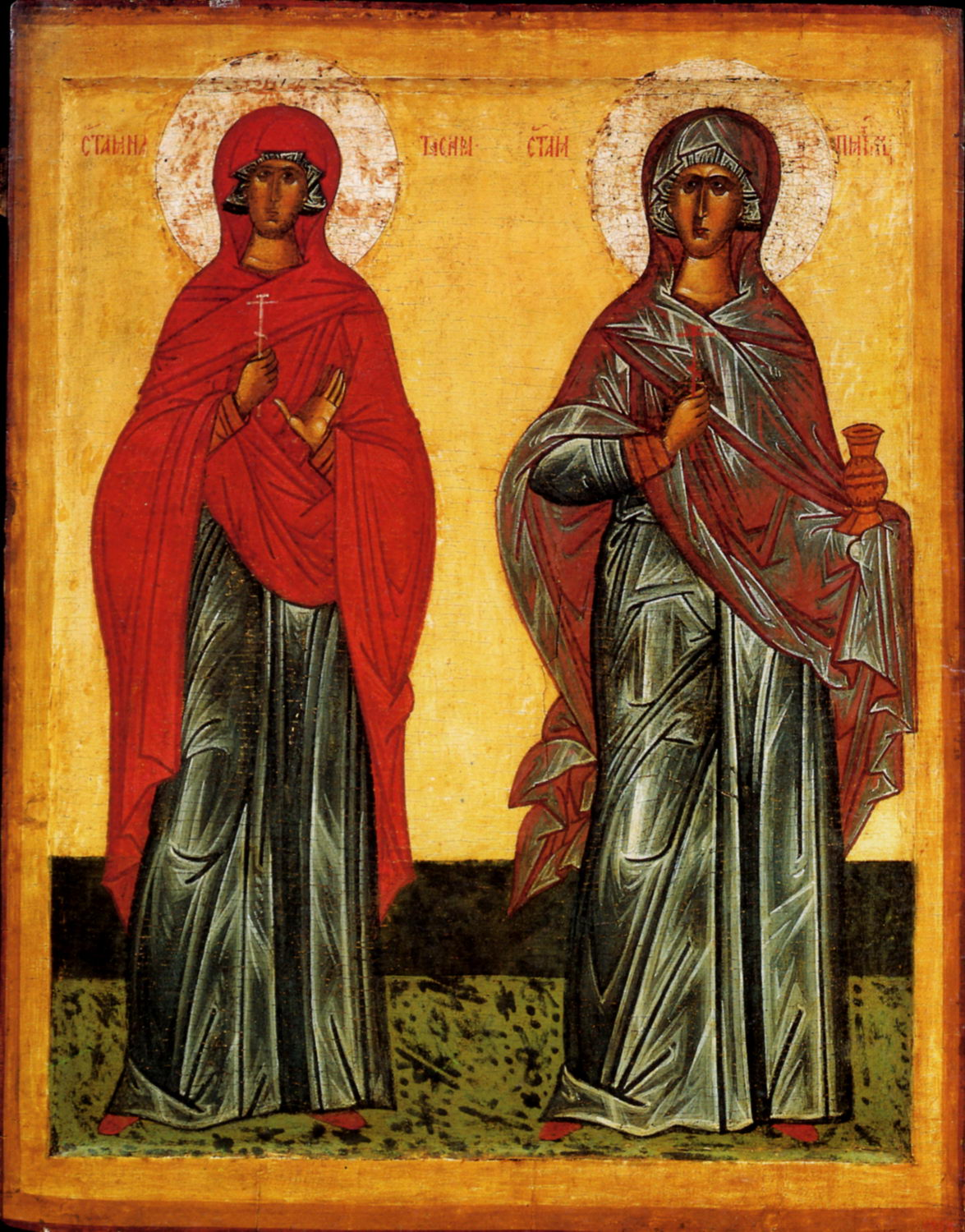
Icona della santa Parasceva Pjatnica (sinistra) e Anastasia di Sirmio (destra), XV secolo

A Novgorod, a partire dal XII secolo Parasceva Pjatnic, insieme a Sant'Anastasia era la santa patrona del commercio e delle fiere. Ovunque nella Russia settentrionale, dove il venerdì si teneva il mercato, veniva venerata con icone, sculture e nelle chiese che, qualche volta, i mercanti costruivano in suo onore. Parasceva Pjatnica viene anche raffigurata con Santa Barbara e Santa Giuliana Olshanskaya, santa patrona delle donne russe nella guarigione delle malattie mentali; a volte si trova la santa Parasceva Pjatnica con santi maschili.
Mentre la maggior parte delle rappresentazioni conosciute sono solo figure formali, ci sono anche quelle dove Parasceva viene rappresentata al centro dell'immagine contornata con gli eventi della sua vita, in particolare del suo martirio.
Nel XIII/XV secolo, di solito, viene rappresentata come un'asceta severa con una grande statura e con una corona luminosa sulla testa. Porta spesso il bianco maphorion (velo), simbolo della castità e il mantello rosso del martire. Nella mano destra tiene una croce russa come segno del martirio e, talvolta, nella mano destra un rotolo per mostrare la sua fede.

## Parasceva Pjatnica nella letteratura
Lo scrittore e agiografo bizantino Costantino Acropolita scrisse per lei un canto di lode e Giovanni di Eubea (1690–1730) scrisse la sua storia di sofferenza.